# جان کونرادس
جان کونرادس (لتونیایی: Jānis Konrads؛ (زادهٔ ۲۱ مهٔ ۱۹۴۲ – درگذشتهٔ ۲۵ آوریل ۲۰۲۱) یک شناگر استرالیایی و لتونیایی بود.
از افتخارات می‌توان به کسب مدال طلا شنا ۱۵۰۰ متر آزاد و کسب دو مدال برنز ۴۰۰ متر آزاد و ۴×۲۰۰ متر آزاد امدادی در بازی‌های المپیک تابستانی ۱۹۶۰ اشاره کرد.
کونرادس در ۲۵ آوریل ۲۰۲۱ در سن ۷۸ سالگی درگذشت.